# Kwasatali
Kwasatali (ros. Durdżyn) – wieś w Osetii Południowej, w regionie Cchinwali. W 2015 roku liczyła 25 mieszkańców. Władze nieuznawanej Osetii Południowej wydzieliły z jej terytorium miejscowość Carita (ros. Царита).